# Рабочий посёлок Виля
Рабочий посёлок Виля — административно-территориальная единица в составе городского округа город Выкса Нижегородской области России). До 2011 года составлял городское поселение Выксунского района.
Административный центр — пгт Виля.

## Населенные пункты
Состоит из 6 населенных пунктов.
| № | Населённый пункт | Тип населённого пункта                  | Население |
| - | ---------------- | --------------------------------------- | --------- |
| 1 | Верхняя Верея    | село                                    | ↘619      |
| 2 | Виля             | рабочий посёлок, административный центр | ↗3669     |
| 3 | Норковка         | деревня                                 | ↘28       |
| 4 | Рожновский       | посёлок                                 | ↘19       |
| 5 | Сноведь          | село                                    | ↘265      |
| 6 | Фирюсиха         | посёлок                                 | ↘57       |